# Étienne Leblond
Pour les articles homonymes, voir Leblond.
Étienne Leblond, né à Paris en 1801 et mort à Bruxelles le 26 mai 1848, est un danseur français.

## Biographie

### Famille
Étienne Leblond épouse en 1825 la danseuse Sophie-Julie Aumer, fille du maître de ballet Jean-Pierre Aumer. L'année suivante, le couple a une fille, Alexandrine Louise Julie.
En 1862, Alexandrine Leblond, devenue à son tour danseuse au théâtre de la Monnaie, meurt à Bruxelles à l'âge de 28 ans.

### Parcours
Élève de Jean-François Coulon à l'école du ballet de l'Opéra de Paris, Étienne Leblond danse dans le corps de ballet dès 1820, puis débute comme « danseur en double » en 1823.
Peu après la naissance de sa fille, il quitte Paris pour Bruxelles avec son épouse. Le couple débute au théâtre de la Monnaie le 26 avril 1827 dans La Laitière suisse d'Antoine Titus. Leblond est immédiatement apprécié du public pour sa précision et pour ses sauts, qu'il exécute « à une hauteur extraordinaire ».
Il quitte Bruxelles en 1830 pour répondre à un nouvel engagement à l'Opéra de Paris, puis ouvre une classe de danse dans la capitale. Il danse à Vienne vers 1840 et revient à Bruxelles en 1845, pour honorer le contrat de sa fille au théâtre de la Monnaie.
Il meurt trois ans plus tard de maladie, à l'âge de 47 ans.